# Befana
La Befana és un caràcter del folklore italià, similar a Nicolau de Mira o Santa Claus. El caràcter pot haver-se originat a l'antiga Roma, procedent de ritus pagans, i llavors estendre's com a tradició a la Itàlia peninsular. A l'Alguer és la persona imaginària que porta los regals a les criatures el dia dels reis. En altres contexts es fa servir per a designar una dona lletja.
| «                          | Si no fas de bo, la Befana te donarà cendra i garbó | » |
| — Diccionari de l'Alguerés |                                                     |   |

## Origen
Una creença popular és que el seu nom deriva de la celebració de l'Epifania, tanmateix hi ha evidència per suggerir que Befana deriva de la deessa sabina o romana anomenada Strenia, deessa dels bons auguris del cap d'any. En deriva la paraula strena, presagis, estrenes ofertes a l'ocasió del primer de gener, que va donar el català estrenar, estrena. En la seva obra La ciutat de Déu contra els pagans, Agustí d'Hipona, es va enfadar contra el mal costum dels romans, de tenir un déu per a gairebé tot «Tanmateix, em sorprèn molt que, mentre atribuïen déus individuals a cada cosa i gairebé a cada moviment, […] es comprometessin a fer ritus sagrats públics per a tots aquests déus i deesses, la deessa Strenia, que els faria forts.».

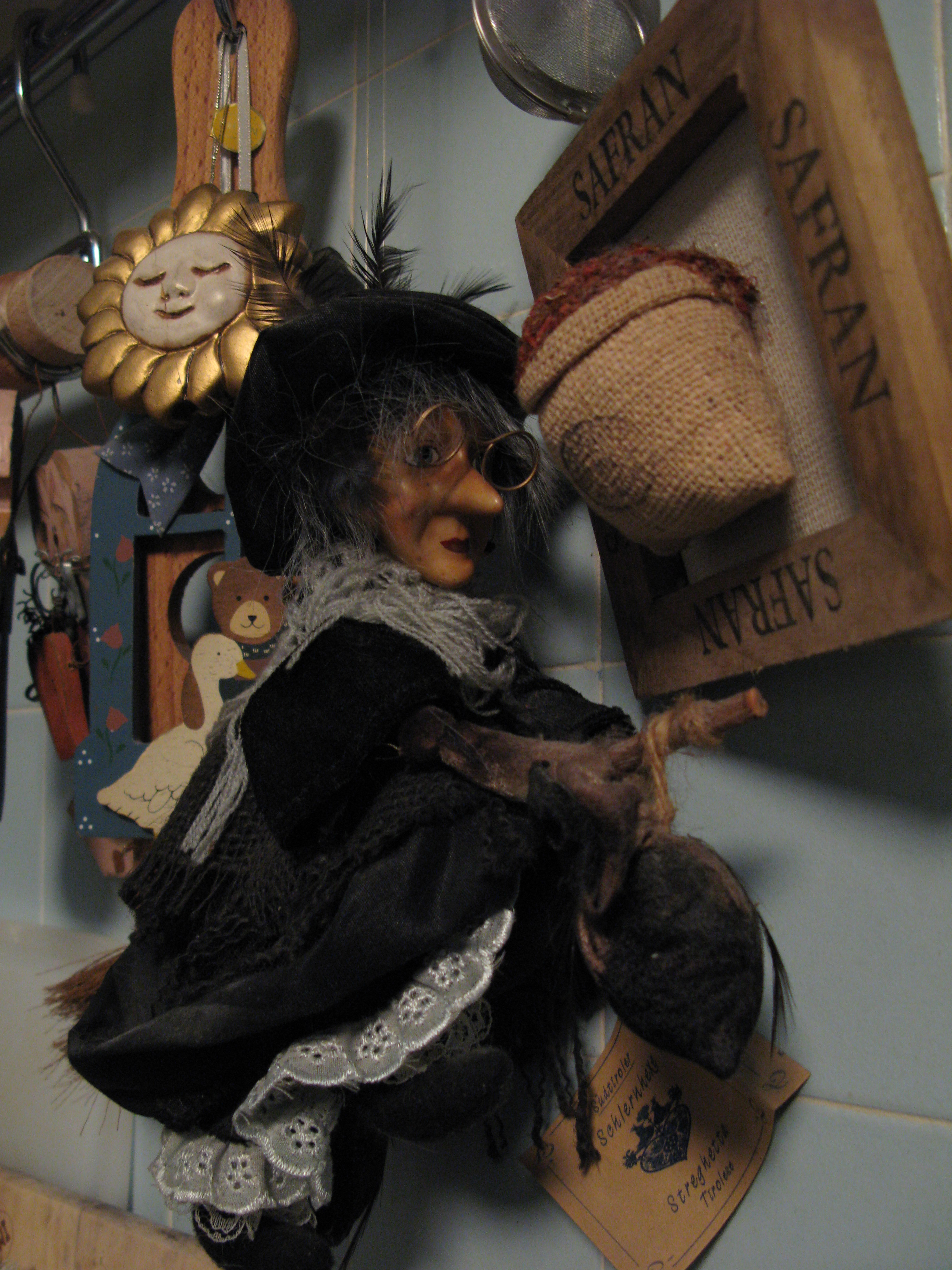
La Befana ve de nit.

En el folklore popular, la Befana visita tots els nens d'Itàlia la nit del 5 al 6 de gener per omplir els seus mitjons amb caramels si són bons, o trossos de carbó si són dolents. Sent una bona dona de casa, molts diuen que escombrarà el pis abans de sortir. La tradició fa que el nen de la familia deixi una garrafa petita de vi i un plat amb uns mos de menjar, sovint regional o local, per a Befana.
La Befana es representa com una velleta muntada en una escombra voladora, que porta un xal negre i cobert de sutge, perquè entra a les cases dels nens a través de la xemeneia. Sempre somriu i porta un cistell ple de dolços i regals (o carbó).

## Llegenda
Segons la història popular, els tres Reis d'Orient anaven cap a Betlem a portar regals al Nen Jesús, i, no aconseguint trobar el camí, van demanar informació a una vella. No sabia el camí, però va convidar els visitants a pernoctar a casa seva. El matí següent, en agraïment per a l'acollida, la van convidar a seguir-los i visitar el nen, però va dir que era molt atrafegada. Més tard, se'n va penedir i va prendre el camí seguit pels Mags, però mai més no va reeixir retrobar-los. Des de llavors, diu la llegenda que ella va a parar a qualsevol casa que troba al llarg de la carretera, donant dolços per als nens amb l'esperança que un d'ells sigui el Nen Jesús.

## Poemes
Hi ha diversos poemes sobre La Befana, els quals són coneguts en versions lleugerament diferents per tot Itàlia.
| « | La Befana vien di notte Con le scarpe tutte rotte Col vestito alla romana Viva, Viva La Befana! | La Befana ve de nit Amb calçat debolit Vestit a la romana Visca, visca la La Befana! | » |

Una altra versió, de la gent de la província de Trento (llac de Garda septentrional):
| « | Viene, viene la Befana Vien dai monti a notte fonda neve e gelo la circonda neve e gelo e tramontana! Viene, viene la Befana | Ve, ve la Befana Ve dels monts a la nit profunda Neu i gel la circumda Neu i gel i tramuntana! Ve, ve la Befana | » |